# Albin Tenner
Albin Tenner (* 27. Februar 1885 in Rauenstein; † 20. Januar 1967 in Amsterdam) war ein deutscher kommunistischer Politiker.
Er ist der Vater des Physikers und führenden Mitgliedes des International Network of Engineers and Scientists for Global Responsibility (INES) Armin Tenner.

## Leben

### Jugend und Ausbildung
Der aus armen Verhältnissen stammende Tenner musste schon als Kind neben der Schule als Porzellanmaler arbeiten und begann nach dem Ende der Volksschule eine Lehre in diesem Handwerk. Auf Grund seiner Begabung konnte er zunächst das Lehrerseminar in Hildburghausen besuchen, welches er 1905 erfolgreich abschloss; neben der Arbeit als Volksschullehrer konnte er in Sonneberg das Abitur nachholen und ein Studium der Naturwissenschaften in Jena beginnen. 1915 wurde er zum Militär eingezogen und war während des Ersten Weltkrieges in Ohrdruf als Militärdolmetscher und später in Gotha als Materialprüfer der dortigen Flugzeugfabrik und Leiter des Wetterdienstes tätig.

### Revolutionszeit, Regierungsmitgliedschaft und innerparteiliche Auseinandersetzungen
Durch die Kriegserfahrung radikalisiert, trat Tenner 1918 einem Soldatenrat bei und schloss sich der USPD an. Er wurde 1919 bis 1920 Landtagsabgeordneter in der Landesversammlung des Freistaates Gotha und als Volksbeauftragter Mitglied der von der USPD gestellten Landesregierung im Freistaat Gotha, die ihn zum Präsidenten des Freistaats wählte. Nach der Gründung des Landes Thüringen wurde er 1920 auch in den dortigen Landtag gewählt, Ende des Jahres schloss er sich mit dem linken USPD-Flügel mit der KPD zusammen und wurde vom Thüringer Bildungsminister Max Richard Greil (SPD) 1922 zum Kreisschulrat in Gotha ernannt. Tenner, der inzwischen zur Partei- wie Fraktionsführung der KPD in Thüringen zählte, trat im Oktober 1923 gemeinsam mit Karl Korsch und Theodor Neubauer in die kurzlebige Regierung von SPD und KPD – welche nach wenigen Tagen durch eine Reichsexekution aus dem Amt entfernt wurde – ein und übernahm dort das Wirtschaftsministerium. Anschließend wurde Tenner Vorsitzender der Landtagsfraktion der KPD.
Nach 1924 ging Tenners Einfluss in der KPD zurück, da er zum „rechten“ Parteiflügel um die 1924 abgesetzte Führung um Heinrich Brandler und August Thalheimer zählte. Die „linke“ Parteiführung um Ruth Fischer und Arkadi Maslow schloss ihn, nachdem er im Januar vom Fraktionsvorsitz zurückgetreten war, aus der Partei aus, in die er zunächst im Oktober des Jahres wieder aufgenommen wurde. 1926 erneut in den Landtag gewählt arbeitete er in dieser Zeit als Schulrat in Gotha. Nach der erneuten Einleitung einer ultralinken Politik unter der Führung Ernst Thälmanns wurde er im März 1929 erneut aus der KPD ausgeschlossen. Tenner schloss sich nun der KPO um Brandler und Thalheimer an und verlor im gleichen Jahr sein Landtagsmandat. Er siedelte nach Birkenwerder über, zog sich aus der öffentlichen Politik zurück, war in der Schulungsarbeit der KPO tätig und betrieb biologische Studien. 1932 gehörte er zur Minderheit der KPO um Jacob Walcher und Paul Frölich, welche zur Sozialistischen Arbeiterpartei Deutschlands (SAPD) übertraten, wo Tenner sich ebenfalls auf Bildungsarbeit konzentrierte.

### Exil
1933 nach der Machtübernahme der NSDAP kurzzeitig verhaftet und in dem Konzentrationslager Oranienburg inhaftiert, gelang es dem in Thüringen gesuchten und bei der dortigen SA verhassten Tenner in Berlin unterzutauchen und Ende des Jahres nach Amsterdam zu flüchten. Dort baute er gemeinsam mit seiner Frau Elly Janisch-Tenner einen Kleinbetrieb zur Kosmetikherstellung auf. Politisch gehörte er der kleinen holländischen Gruppe der SAP an und hatte Beziehungen zu früheren Mitgliedern der aufgelösten holländischen OSP. Diese Bekanntschaften führten während der deutschen Besatzungszeit 1940–1945 zur Teilnahme an der Untergrundsbewegung Gerretsen, die eine illegale Druckerei betätigte für die Tenner Apparatur und Chemikalien verschaffte. Die Gruppe wirkte vorwiegend bei der Betreuung von untergetauchten Juden, die sie mit gefälschten und nachgedruckten Personalausweisen und Lebensmittelkarten versorgte. Nach der Befreiung 1945 konnte Tenner, der nicht nach Deutschland zurückkehrte, seinen Betrieb aufgeben, da er im Zuge der "Wiedergutmachung" Schadenersatz für beschlagnahmtes Eigentum und Anerkennung seiner Pensionsansprüche als ehemaliger Schulrat bekam.